# Dolina Borowej Wody

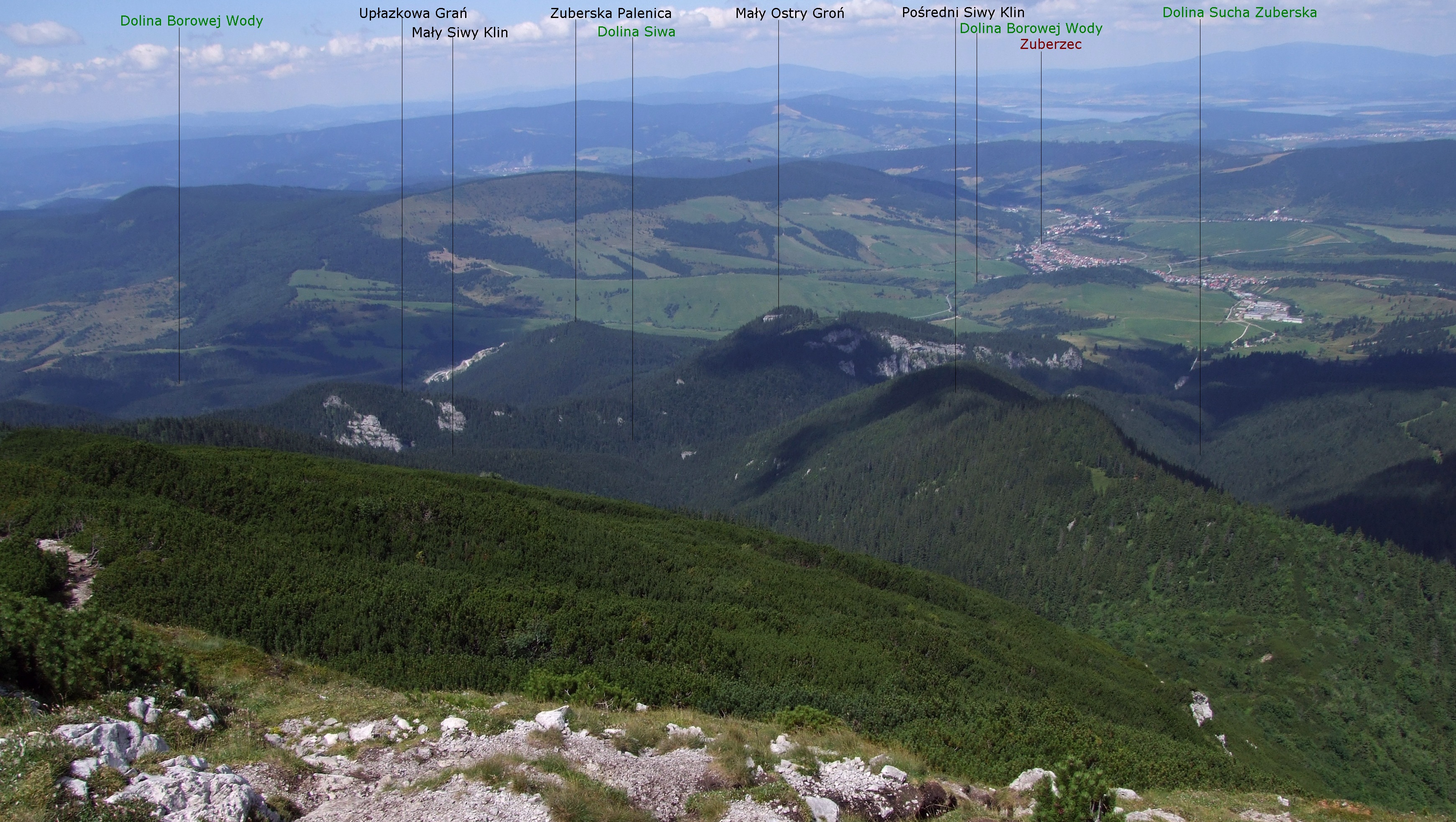
Widok z Siwego Wierchu

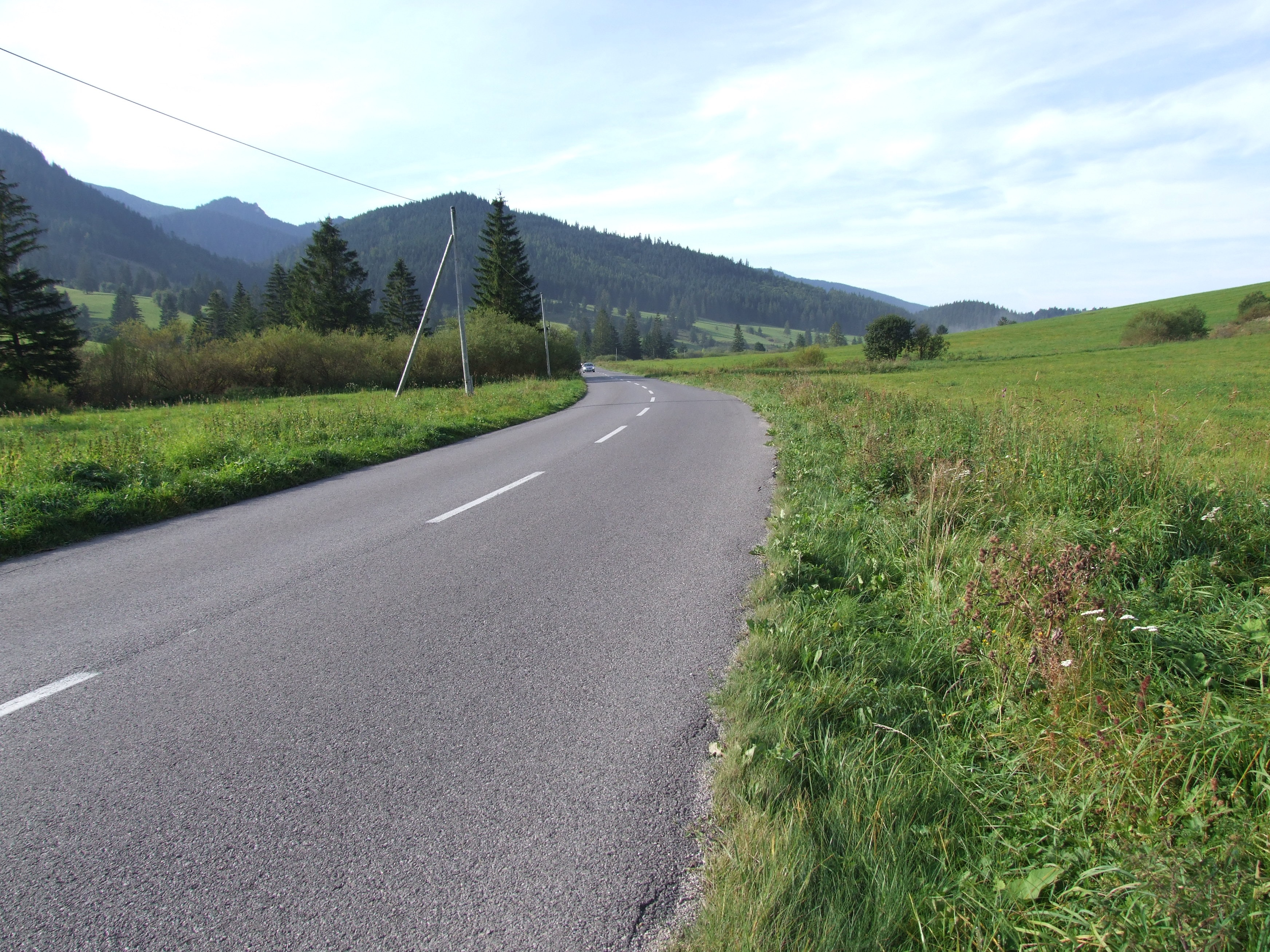
Dolina Borowej Wody

Dolina Borowej Wody (słow. dolina Borovej vody) – dolina oddzielająca Tatry od Pogórza Orawskiego. Jest częścią Rowu Podtatrzańskiego. Od Zuberca wznosi się w południowym kierunku. Jej zachodnie zbocza tworzą wzniesienia Pogórza Orawskiego, od południa grzbiet łączący to pasmo z Tatrami Zachodnimi. Grzbiet ten zaczyna się na wierzchołku pomiędzy przełęczą Prieková a szczytem Kopec na Pogórzu Skoruszyńskim i opada na Huciańską Przełęcz. Dalej jest to już odcinek grani głównej Tatr Zachodnich ciągnący się przez Wyżnią Huciańską Przełęcz i Jaworzyńską Kopę po Białą Skałę. Wschodnie zbocza doliny tworzy opadający od Białej Skały na północ grzbiet Upłazików i będący jego przedłużeniem niski wał Prehalin ciągnący się po Kiczorę.
Łącznie z najdłuższą odnogą Dolina Borowej Wody ma długość 4,5 km. Dolna jej część to pola uprawne i zabudowania Zuberca i Habówki, górna część doliny jest zalesiona. Odchodzący nieco po wschodniej stronie Wyżniej Huciańskiej Przełęczy grzbiet zwany Klinem dzieli Dolinę Borowej Wody na dwie odnogi: wschodnią Dolinę Spadowego Potoku (Spadowy Jar), podchodzącą pod Białe Wrótka, oraz odnogę zachodnią. Odnogi te łączą się tuż powyżej Palenicy Zuberskiej. Grzbiet Klinik rozdziela tę zachodnią odnogę na dwie; jedna podchodzi pod Niżnią, druga pod Pośrednią Huciańską Przełęcz.
Przez Dolinę Borowej Wody prowadzi droga nr 584 z Zuberca do Liptowskich Matiaszowiec, przekraczająca główną grań Tatr na Wyżniej Huciańskiej Przełęczy. Dawniej przechodziła ona przez wąski wąwóz pomiędzy Palenicą Zuberską a Klinikiem, obecnie jest to szerokie przejście, gdyż funkcjonujący tutaj kamieniołom wybrał już dużą część skał Palenicy. Dnem doliny spływa potok Borowa Woda uchodzący do Zuberskiej Wody. Największym jego dopływem jest Spadowy Potok.
Wschodnia, górna część doliny znajduje się na obszarze Tatrzańskiego Parku Narodowego.

## Szlaki turystyczne
– zielony: Zuberzec – Wyżnia Huciańska Przełęcz (szosą). Czas przejścia: 1:35 h ↓ 1:20 h
  – czerwony: Wyżnia Huciańska Przełęcz – Biała Skała – Siwy Wierch. Czas przejścia: 3 h, ↓ 2h